# Ernest Brugmann
Ernest Henri Guillaume Brugmann (Verviers, 3 juli 1823 - Brussel, 22 mei 1898) was een Belgische bankier uit de familie Brugmann.
Hij werd, als bankier, bestuurder van talrijke vennootschappen waar de bank, of de familie ten persoonlijke titel, aandelen in had, zoals:
- de Société de Tissage à la mécanique
- Machines Saint-Léonard
- Hauts Fourneaux de Montigny
- Chemins de fer Mons-Hautmont
- Compagnie générale de matériels de chemin de fer
- Chemins de fer Liège-Maastricht
- Linières de Bruxelles

Brugmann trouwde in 1885 met Pauline de Waha (1858- ), dochter van Eugène de Waha en Mathilde Gilissen de Meissenberg.